# Muuraissaari (ö i Södra Savolax, Nyslott, lat 62,44, long 28,77)
Muuraissaari är en ö i Finland. Den ligger i sjön Kermajärvi och i kommunen Heinävesi i den ekonomiska regionen  Nyslotts ekonomiska region  och landskapet Södra Savolax, i den sydöstra delen av landet, 300 km nordost om huvudstaden Helsingfors. Öns area är 35,5 hektar och dess största längd är 1,4 kilometer i sydöst-nordvästlig riktning.